# 1389
1389 (MCCCLXXXIX) fue un año común comenzado en viernes del calendario juliano, en vigor en aquella fecha.

## Acontecimientos
- Carta de nobleza otorgada por Juan I a la Casa de Espina.
- 1 de abril - Pacto de no agresión entre la Confederación Suiza y Austria.
- 28 de junio - Batalla de Kosovo, en las inmediaciones de Kosovo Polje: la nobleza serbia es aniquilada por los otomanos. Serbia cae en poder del incipiente Imperio otomano.
- Bonifacio IX sucede a Urbano VI como papa.

## Nacimientos
- 27 de septiembre: Cosme de Médici, político y banquero italiano (f. 1464).
- 24 de diciembre: Juan VI de Bretaña, noble francés (f. 1442).